# Wind-up Records
Wind-up Records è un'etichetta discografica indipendente statunitense con sede a New York. È stata fondata nel 1997 quando Alan e Diana Meltzer acquistarono la Grass Records. I prodotti di questa casa discografica vengono distribuiti nel mondo dalla Sony BMG Music Entertainment, escluso il Canada, dove c'è la compagnia Wind-up Entertainment Canada, Inc., alla quale vengono distribuite copie dalla Warner Music Canada. Lo slogan della compagnia è "Developing Career Artists."
Alcune band di successo che hanno un contratto con la Wind-up sono gli Evanescence, Creed, Seether, Finger Eleven, 12 Stones ed i People in Planes. La casa discografica ha inoltre ripubblicato album che erano sotto l'etichetta Grass Records. Ha ripubblicato album dei The Wrens e dei Commander Venus.
Il 13 gennaio 2009 la Sony Music Entertainment rilascia un comunicato stampa nel quale dice che hanno assorbito la Wind-up Records.
Nel settembre 2009 è stato siglato un accordo per la distribuzione della produzione nel mondo con la EMI, escluso il Nord America.
Il 31 ottobre 2013, la The Bicycle Music Company acquistò la parte storica del catalogo della Wind-up Records che includeva oltre 1600 canzoni e album di band come Creed, Evanescence, Seether e Alter Bridge.  Nel maggio del 2015, la Concord Bicycle Music (nata tra la fusione della The Bicycle Music Company e il Concorde Music Group) acquistò anche il resto del catalogo della Wind-up Records.

## Artisti attuali
Lista degli artisti della Wind-up secondo il loro sito al 13 novembre 2008:
- 12 Stones
- Cartel
- Ben Moody
- The Crash Motive
- Civil Twilight
- Company of Thieves
- Eric Durrance (formerly of Big Dismal)
- Finger Eleven
- Jeremy Fisher
- Creed
- Joey Culver (formerly of Atomship)
- Megan McCauley
- People in Planes
- Pilot Speed
- Scott Stapp
- Seether
- Stars of Track and Field
- Strata
- Thriving Ivory[5]
- Tickle Me Pink
- Young Guns

## Artisti che hanno lavorato con la Wind-up
- Alter Bridge
- Atomship
- Big Dismal
- Bob Guiney
- Boy Hits Car
- Boy Sets Fire
- Breaking Point
- Cauterize
- Chimera
- Creed
- Drowning Pool
- Dust for Life
- Edgewater
- Evanescence
- The Exit
- Must
- Seven Wiser
- Staind
- STEFY
- Stereo Fuse
- Stretch Princess
- Submersed
- Trickside

## Colonne sonore
- Daredevil: The Album
- Elektra: The Album
- Fantastic 4: The Album
- John Tucker Must Die Soundtrack
- The Punisher: The Album
- Scream 3: The Album
- Walk The Line Soundtrack
- World's Strongest Man Soundtrack